# 라진군 (폴란드)

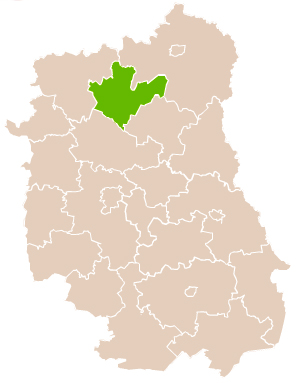
루블린주 지도에 표시된 라진군의 위치

라진군(폴란드어: powiat radzyński)은 폴란드 루블린주에 위치한 군으로 군청 소재지는 라진포들라스키이며 면적은 965.21km2, 인구는 59,057명(2019년 기준), 인구 밀도는 61명/km2이다.
북동쪽으로는 비아와군, 남동쪽으로는 파르체프군, 남쪽으로는 루바르투프군, 북서쪽으로는 우쿠프군과 접한다. 8개 지방 자치체(1개 도시, 7개 농촌)를 관할한다.

군기
군 문장